# SOL3
 (décembre 2024).
Si vous disposez d'ouvrages ou d'articles de référence ou si vous connaissez des sites web de qualité traitant du thème abordé ici, merci de compléter l'article en donnant les références utiles à sa vérifiabilité et en les liant à la section « Notes et références ».
SOL3 est le terme générique désignant une famille de stations de recueil de données de trafic routier préconisée par le ministère de l'équipement et des Transports français MEEDDM, qui sera utilisée dans les réseaux de recueil SIREDO existants et les nouveaux systèmes de régulation du trafic sur route ou sur autoroute, pour remplacer les anciennes stations SOL2 qui sont technologiquement périmées.
La famille des stations SOL3 comprend 3 modèles désignés SOL3D, SOL3R, et SOL3X.
La station SOL3D est identique fonctionnellement à SOL2 et est physiquement compatible avec les supports et les capteurs déjà en place pour SOL2. Elle respecte la norme NF-P-99-344 classe 2. Elle a des fonctions et usages multiples, et des domaines d'application couvrant à peu près tous ceux du recueil routier et autoroutier de données en rase campagne ou en milieu urbain.
La station SOL3R est destinée principalement aux nouveaux réseaux d'acquisition en temps réel. D'un prix et d'une conception minimisés, SOL3R a vocation à être diffusée en quantité pour couvrir des zones où le recueil est dense et où les communications sont aisées. Sa vocation est l'exploitation en temps réel et la surveillance du trafic. Elle est gérée soit directement à partir d'un CIGT, soit par un MI2 ou équivalent.
la station SOL3X est une version étendue de la SOL3D à laquelle sont ajoutées un ensemble d'options avancées. Elle intègre toutes les fonctions de la SOL3D plus toutes les fonctions auxiliaires des FA. Elle est construite sur la base d'une Unité de mesure et de traitement UMT3 à option sérielle et utilise des Unités de détection UD conformes au projet de norme P-99-345. Toutes les technologies de capteur de trafic routier peuvent être utilisables avec SOL3X.
Tous ces modèles peuvent s'intégrer au sein du réseau SIREDO actuel et sont interopérables par le respect du langage LCR de la norme NF-P-99-340 et les moyens de transmission standards, y compris TCP/IP et Internet.
Le réseau de recueil SIREDO comporte dorénavant les éléments suivants :
- SOL2 existantes ;
- SOL3R pour le temps réel seul ;
- SOL3D pour le temps différé (et le temps réel), remplaçante fonctionnelle de SOL2 ;
- SOL3X étendue aux fonctions CCTP-FA et aux fonctions supplémentaires ;
- FA – Module d'extension aux Vitesses et mesures matricielles, pour SOL2 ;
- MI2 – Module d'interconnexion Version 2 ;
- MELODIE – Module d'interrogation temps différé ;
- les CIGT et leurs PC de commande-contrôle.